# George Hodgson
George Ritchie Hodgson (12. říjen 1893, Montréal – 1. květen 1983, Montréal) byl kanadský plavec. Získal dvě zlaté olympijské medaile, obě na olympijských hrách ve Stockholmu roku 1912 a obě v závodě na volný způsob, na 400 a 1500 metrů. Zúčastnil se i olympijských her v Antverpách v roce 1920. Věnoval se též vodnímu pólu. Byl jediným kanadským plaveckým medailistou z olympijských her až do roku 1984. Zúčastnil se bojů první světové války.